# Catarina thành Alexandria

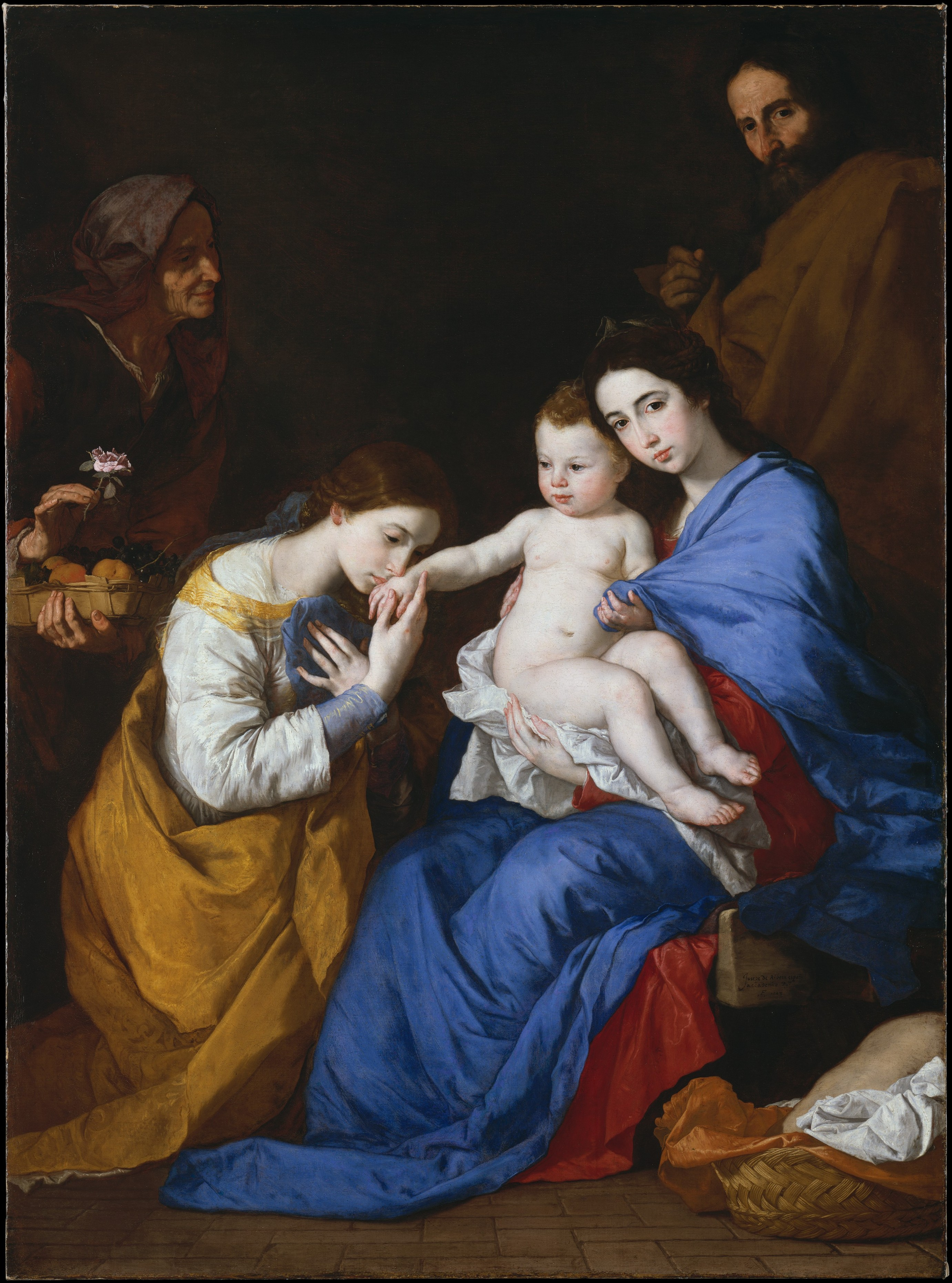
Một bức họa nổi tiếng của Giuseppe Ribera, trong đó Catherine là người đang hôn tay của hài nhi

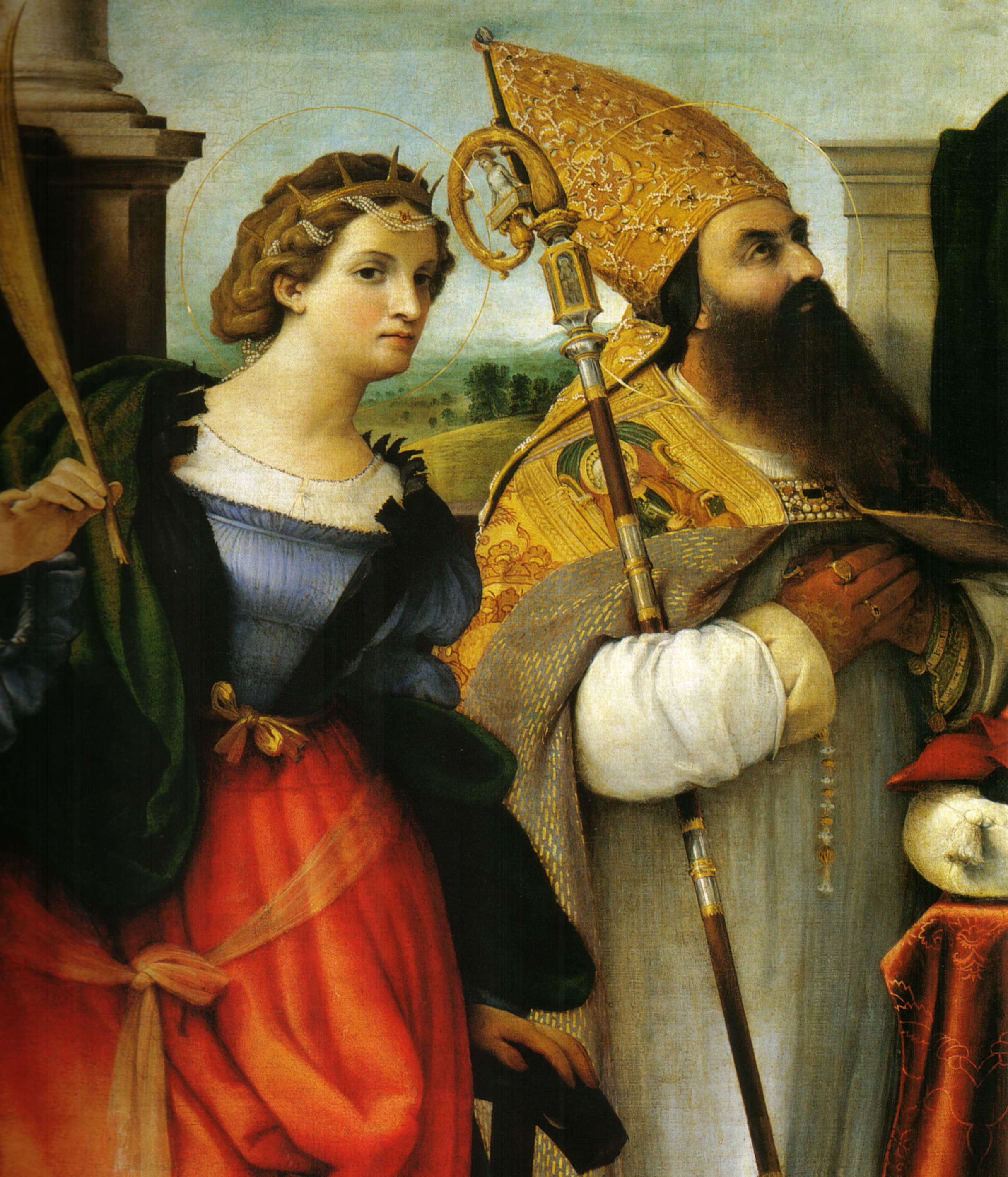
Catherine được phong thánh

Catarina (tiếng Hy Lạp: ἡ Ἁγία Αἰκατερίνη ἡ Μεγαλομάρτυς, tiếng Anh: Catherine) là một thánh nữ thuộc Giáo hội Công giáo sống vào thế kỷ thứ IV, thời Giáo hội sơ khai. Bà được tôn làm thánh bổn mạng của các triết gia Công giáo.

## Tiểu sử
Catarina là con gái của một gia đình giàu có ở thành Alexandria, của Ai Cập. Thời còn trẻ, bà là một cô gái có nhan sắc và rất hiếu học đặc biệt là say mê nghiên cứu về triết học và tôn giáo. Khi bà đọc các sách viết về Kitô giáo và dần dần bà đã trở thành Kitô hữu. 
Khi Catarina được 18 tuổi thì cũng là lúc hoàng đế La Mã Maximinus Daia bắt đầu thực hiện các hoạt động đàn áp các tín đồ Kitô hữu. Bà đã đứng ra chỉ trích ông vua này, dùng lý lẽ để biện bạch và chống lại những quan điểm ngang ngược, vô lý của nhà vua. Sau đó ông này công nhận rằng bà có lý.
Vị hoàng đế này đã nảy sinh tình cảm với bà và đòi cưới bà, thậm chí còn ban tặng cho bà chiếc vương miện hoàng hậu. Nhưng bà một mực từ chối vì đã giành cả cuộc đời để phụng sự cho đức tin của Chúa. Hết sức tức giận, Hoàng đế đã tống bà vào ngục. Dù vậy, ở trong ngục, bà vẫn thuyết phục được nhiều người cai ngục tin theo giáo lý Thiên Chúa. Maximinus Daia biết chuyện đã hành hình tất cả, riêng bà thì bị đặt trên một bánh xe đầy đinh nhọn để chịu hành hình.